# Joe Besser
Joe Besser (* 12. August 1907 in St. Louis, Missouri; † 1. März 1988 in North Hollywood, Los Angeles, Kalifornien) war ein US-amerikanischer Komiker und Synchronsprecher. Bekannt wurde er durch sein zeitweiliges Mitwirken bei der Komikergruppe The Three Stooges.

## Leben
Besser war das neunte Kind der jüdischen Immigranten Morris und Fanny Besser, die 1895 aus Polen in die USA ausgewandert waren. Am 18. November 1932 heiratete Joe Besser Erna Dora Kretschmer (Erna Kay), die Ehe bestand bis zu seinem Tod.
Er agierte bis zu seinem Beitritt zu den Three Stooges im Jahr 1956 als Solocomedian unter anderem am Broadway in New York City.
Im Frühjahr 1956 ersetzte Joe Besser den an einem Herzinfarkt gestorbenen Shemp Howard als einen der drei Hauptdarsteller bei den Three Stooges. Dort wirkte er an zahlreichen Kurzfilmen mit und erreichte so eine größere Bekanntheit als zuvor. Als Ende des Jahres 1957 diskutiert wurde, ob die Three Stooges eine Tournee mit Liveauftritten starten sollten, kündigte Besser seinen Rückzug aus der Sendung an, weil er seine Frau Erna, die im November 1957 einen Herzinfarkt erlitten hatte, nicht alleine lassen wollte. Er verließ die Stooges 1958 und startete eine erfolgreiche Fernsehkarriere. Ebenso arbeitete er fortan als Synchronsprecher für diverse Fernsehsendungen.
Joe Besser starb am 1. März 1988 an Herzversagen. Er liegt – wie seine 1989 gestorbene Frau Erna – im Forest Lawn Memorial Park im kalifornischen Glendale begraben.

## Filmografie (Auswahl)
- 1949: Verrücktes Afrika (Africa Screams)
- 1950: Dein Leben in meiner Hand (Woman in Hiding)
- 1950: Ins Leben entlassen (Outside the Wall)
- 1950: Der Wüstenfalke (The Desert Hawk)
- 1953: Der Richter bin ich (I, the Jury)
- 1954: Abbott und Costello als Gangsterschreck (Abbott and Costello Mert the Keystone Kops)
- 1959: Engel auf heißem Pflaster (Say One for Me)
- 1960: Machen wir’s in Liebe (Let’s Make Love)
- 1961: Der Bürotrottel (The Errand Boy)
- 1966: Batman (Fernsehserie, 1 Folge)
- 1970: Wo, bitte, geht’s zur Front? (Which Way to the Front?)